# Llugaj
Llugaj falu, egyúttal alközségi központ Albánia északkeleti részén, Kukës városától légvonalban 40, közúton 90 kilométerre északnyugatra, a Valbona folyó bal partján, Bajram Curri keleti szomszédságában. Kukës megyén belül Tropoja község része, azon belül Llugaj alközség központja. Az alközség további települései: Bukova, Jaho Salihi, Luzha, Rrez-Mali és Rragam. A 2011-es népszámlálás alapján az alközség népessége 1787 fő.
A mai Llugaj alközség területe a 19–20. századok fordulóján a krasniqi törzs szállásterületének délkeleti része, illetve az alközség délkeleti peremvidékén fekvő Luzha falu a bytyçik jelentős települése volt. Az évszázadok során lakossága a keletre elterülő koszovói piacvidék városaival, Gjakovával és Prizrennel tartott fenn kapcsolatot. Az 1912-ben függetlenné vált Albánia 1913-ban megrajzolt határai (londoni egyezmény) véget vetettek ennek a szerves kapcsolatnak, és ahogy Tropoja egész vidéke, úgy Llugaj elszigeteltsége is megnövekedett.
Luzhában található a halveti szerzetesrend tekkéje és egykori nevezetes dervisének, Rexhep Tarçuk Balának (1904–1985) műemléki védelem alatt álló türbéje (Tyrbja e Dervishit të Luzhës).